# Koovi
Koordinaten: 58° 14′ N, 22° 2′ O

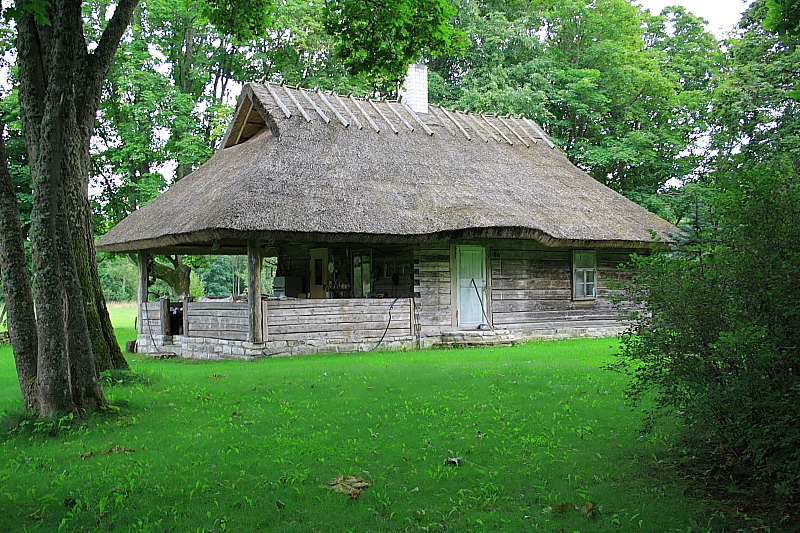
Geburtshaus des Schriftstellers August Mälk im ehemaligen Dorf Kipi-Koovi

Koovi ist ein Dorf (estnisch küla) auf der größten estnischen Insel Saaremaa. Es gehört zur Landgemeinde Saaremaa (bis 2017: Landgemeinde Lääne-Saare) im Kreis Saare.
Das Dorf hat 14 Einwohner (Stand 1. Januar 2016).
Der Ort liegt direkt an der Ostsee, am Ostufer der Bucht Pilguse laht.

## Persönlichkeiten
Auf dem Bauernhof Vähiku talu wurde der estnische Schriftsteller August Mälk (1900–1987) geboren.
Von 1872 bis 1920 befand sich in Koovi die örtliche Schule des Landstrichs, die auch August Mälk besuchte.